# TNMK
TNMK, Tanok na majdani Kongo (ukr. Танок на майдані Конґо) – ukraiński zespół muzyczny, grający bardzo zróżnicowaną muzykę (hip-hop, reggae, funk). TNMK powstało w 1997 w Charkowie, dziś jest to jeden z najpopularniejszych zespołów na Ukrainie.

## Muzycy
Obecny skład zespołu
- Ołeh Mychajluta (Fahot) - wokal, aranżacja
- Ołeksandr Sydorenko (Fozzi) - wokal, teksty
- Kostiantyn Żujkow (Kotia) - bas
- Jarosław Weriowkin (Jarik) - gitara
- Wiktor Korżenko (Witold) - perkusja
- Ołeksandr Szymański - fortepian, trąbka
- Anton Baturyn (Tonik) - DJ

Byli członkowie zespołu
- Eduard Prystupa (Dila) - fortepian, wokal

## Dyskografia

### Albumy studyjne
- 1998 - Zroby meni hip-hop (ukr. Зроби мені хіп-хоп)
- 2001 - Nieformat (ukr. Нєформат)
- 2004 - Pożeżi mista Wawiłon (ukr. Пожежі міста Вавілон)
- 2005 - Syła (ukr. Сила)
- 2010 - S. P. A. M. (ukr. С. П. А. М.)
- 2014 - Dzerkało (ukr. Дзеркало)